# Tangled Lives (film fra 1918)
 For alternative betydninger, se Tangled Lives. (Se også artikler, som begynder med Tangled Lives)
Tangled Lives er en amerikansk stumfilm fra 1918 af Paul Scardon.

## Medvirkende
- Harry T. Morey - John Howland
- Betty Blythe - Hilda Howland
- Jean Paige - Lola Maynard
- Albert Roccardi - Peter Hyde
- George Majeroni - Paul West